# Anuropodione senegalensis
Anuropodione senegalensis là một loài chân đều trong họ Bopyridae. Loài này được Bourdon miêu tả khoa học năm 1967.